# Южные восточночадские языки
Ю́жные восточноча́дские языки́ — языки чадской семьи, распространённые в юго-западных районах Чада. Представляют одну из двух подветвей наряду с северной в составе восточночадской языковой ветви. В ряде классификаций встречается обозначение южных восточночадских языков как языки подветви А.
 В большинстве классификаций выделяется три языковые группы: кванг-кера (или кера, или А3), нанчере (или А2) и сомрай (или А1).

## Классификация
1. В классификации британского лингвиста Роджера Бленча (Roger Blench) южные восточночадские языки обозначены как подветвь языков А (англ. A Branch, A subbranch). Включают шесть языковых групп, из которых группа бусо представлена одним языком[2]:
  - Группа сибин (сомрай): сибин (сумрей), тумак, мотун (мод), мире (мульги), мауер, ндам;
  - Группа милту: саруа, гаданг, боор (буара, дамрау), милту;
  - Язык бусо;
  - Группа нанчере: нанчере, леле, кимре;
  - Группа габри: тобанга, габри, каба лай (кабалай, лай);
  - Группа кванг: кера, кванг;

Язык мауер, вероятно, является диалектом языка мотун (мод).
1. В классификации, опубликованной в работе С. А. Бурлак и С. А. Старостина «Сравнительно-историческое языкознание», южные восточночадские языки разделены на три группы[1]:
  - Группа кванг-кера: кванг (модгел), кера;
  - Группа нанчере: габри, нанчере, леле, лай;
  - Группа сомрай: сомрай, ндам-дик, тумак, гаданг, мод.

1. Те же три группы (по терминологии классификации — подгруппы), что и в работе «Сравнительно-историческое языкознание», выделены в классификации, представленной в статье В. Я. Порхомовского «Чадские языки» (Лингвистический энциклопедический словарь), группа кванг-кера при этом обозначена как группа кера, а группа нанчере имеет второе наименование — лай[4]:
  - Подгруппа кера: кера, кванг (модгел);
  - Подгруппа нанчере (лай): нанчере, лай (габлай) и другие языки;
  - Подгруппа сомрай: сомрай, тумак, милту и другие языки.

1. В классификации восточночадских языков, опубликованной в справочнике языков мира Ethnologue, южные восточночадские языки обозначены как группа языков А, в составе которой выделяются три подгруппы, две из которых далее дробятся на языковые объединения рангом ниже[3]:
  - A.1:
    - Язык бусо;
    - 1: мульги (мире), ндам, сомрай, тумак;
    - 2: боор, гаданг, милту, саруа.

  - A.2:
    - 1: кимре, леле, нанчере;
    - 2: габри, кабалай, тобанга.

  - A.3: кера, кванг.

1. В классификации чешского лингвиста Вацлава Блажека (Václav Blažek) в южных восточночадских языках также выделяется три языковых объединения[5]:
  - 1: кера; кванг: мобу, нгам.
  - 2: кабалай, габри, тобанга, дормон, леле, нанчере, кимре.
  - 3: сумрай, мире, ндам, тумак; милту, саруа, гаданг, боор; бусо.

## Ареал и численность
Область распространения южных восточночадских языков размещена в юго-западном Чаде в основном по левому берегу реки Шари.
Группа языков кванг-кера расположена в центральной и северо-западных частях ареала южных восточночадских языков в регионе Танджиле (язык кванг) и в регионе Восточное Майо-Кеби (язык кера). Группа языков нанчере занимает юго-западную часть ареала в регионе Танджиле. Группа сомрай занимает северо-восточную (языки милту), а также центральную и юго-восточную части (языки сомрай) ареала в регионах Шари-Багирми (язык бусо, языки милту), Мандуль (язык тумак) и Танджиле (языки сомрай, ндам, мульги).